# Candelabrum serpentarii
Candelabrum serpentarii is een hydroïdpoliep uit de familie Candelabridae. De poliep komt uit het geslacht Candelabrum. Candelabrum serpentarii werd in 1995 voor het eerst wetenschappelijk beschreven door Segonzac & Vervoort. 